# Нео (Матриця)

Нео

Нео, також знаний як Томас А. Андерсон (11 березня 1962, місце народження — Lower Downtown, Capital City; дошлюбне прізвище матері — Мішель МакКейхі; батько— Джон Андерсон) — головний герой фільмів «Матриця», «Матриця: Перезавантаження», «Матриця: Революція» і «Матриця: Воскресіння». Його також іноді називають Обраним (англ. The One). Він має унікальні здібності керувати віртуальним світом Матриці, створеним машинами для тримання людства в покорі. У всіх чотирьох фільмах його грає американський кіноактор Кіану Рівз.

## Нео і світ Матриці

Нео бачить код Матриці

Нео живе у світі Матриці, ілюзорній реальності, що симулює кінець XX століття. Люди були під'єднані до Матриці, щоб повністю контролюватися повсталими машинами, які використовують людей для себе як джерело енергії. Причиною цього стало те, що головне джерело енергії — Сонце — було приховане людьми за непроникними хмарами під час війни з машинами.
Ті, хто приєднані до Матриці, не розуміють, що реальність навколо них насправді нереальна. Проте «вільними» людьми, не під'єднаними до Матриці, було організовано опір, який час від часу відключає певних людей від Матриці за допомогою складної процедури, повертаючи їх у реальність. Серед них побутує легенда про людину, що першою звільнилася з Матриці завдяки своїй силі волі, після чого звільнила інших і заснувала підземне місто Сіон. Існує пророцтво про те, що колись ця людина, Обраний, повернеться аби покласти край пануванню машин назавжди. Обраний став метою пошуку Морфея, капітана одного з кораблів Сіону. Він вірить у те, що Обраний закінчить війну між людьми і машинами.
Однак пророцтво виявляється створеним самими машинами, зокрема програмою Піфією. Нео — це системна аномалія, варіант рівняння в коді Матриці, яка виникає з часом і покликана перезавантажити Матрицю, коли в ній стає критично багато помилок. Не під'єднані до Матриці люди, що живуть в Сіоні, при кожному перезавантаженні знищуються посланими роботами, а Обраний повинен відібрати кількох людей і заснувати новий Сіон, чим забезпечити виникнення нового Обраного. Але шостий Обраний, Нео, іде іншим шляхом, завдяки чому вдається зберегти Сіон, закінчити війну з машинами і дати всім людям, під'єднаним до Матриці, вийти з неї за власним бажанням.

## У фільмі «Матриця»

Нео рятує Морфея

Удень Томас Андерсон — програміст, який працює в комп'ютерній фірмі «Metacortex», а вночі — відомий хакер під ніком Нео. Єдине питання, яке мучить його останнім часом, — «Що таке Матриця?», про яку він чув від інших хакерів. Одного разу з ним зв'язується Морфей — людина, яка, на переконання Нео, знає відповідь на його запитання. Саме в цей момент Нео потрапляє під нагляд Матриці, і за ним починають полювати агенти — програми, що розшукують Морфеуса. Агенти заарештовують Нео. Агент Сміт намагається умовити Нео розповісти про «небезпечного терориста» Морфеуса. Однак Нео відмовляється, тому агенти вживлюють Томасу жучок і відпускають.
Коли Морфей знову зв'язується з Нео, то призначає йому зустріч. Нео не зустрічає Морфеуса, а замість цього знайомиться з частиною його команди. Після неприємної процедури вилучення жучка Нео нарешті зустрічається з Морфеєм. Той говорить, що не може сказати Нео, що таке Матриця, але може показати, і пропонує вибір: або Нео ковтає синю таблетку і все забуває як сон, або ковтає червону таблетку й отримує можливість дізнатися «наскільки глибока кроляча нора». Нео обирає другий варіант і отямлюється, обплутаний кабелями в капсулі, де він провів усе життя. Його від'єднують від Матриці, службовий робот скидає його до каналізації, де Морфей забирає його на свій корабель «Навуходоносор» і розповідає про Матрицю і про реальний світ. Нео приголомшений, він не розуміє як це можливо і хоче повернутися назад. Морфей розповідає про пророцтво і свою віру в те, що Нео і є Обраний.
Наступного дня Нео починає тренування, в ході якого він навчається різним бойовим стилям та іншим корисним речам, щоб протистояти в Матриці її охоронцям. Незабаром Морфей вирішує відвезти Нео до оракула Піфії. Оракул пропонує Нео самому вирішити — вірити їй чи ні, — але, за словами Оракула, в ньому безумовно щось є, хоч він і не Обраний. Також Оракул попереджає Нео про те, що незабаром йому належить вибрати, хто залишиться жити: він або Морфей. У Піфії хакер пересвідчується, що Матриця цілком ілюзорна, тому нею можна керувати за власною волею.
Під час їх повернення команду Морфея зраджує її член — Сайфер, і в ході битви з агентами матриці Морфей потрапляє до них у полон. У цей же час Сайфер повертається на корабель, підступно винищує практично всю команду, крім Нео і Триніті, але гине від рук іншого члена команди, що прийшов до тями після атаки Сайфера — Тенка. Тенк пропонує вбити Морфея, щоб той не розкрив агентам секретний код захисту Сіона. Але Нео, згадавши пророцтво Піфії, вирішує врятувати Морфея. Разом з Триніті він проникає в будинок, де тримають Морфея, і з боєм пробивається на дах, де зустрічає агента Джонса. Нео згадує про ілюзорність Матриці, завдяки чому ухиляється від пострілів Джонса і тим самим відволікає його. Триніті вдається підібратися до Джонса і вистрілити йому в голову. На вертольоті Нео і Триніті підлітають до поверху, на якому тримають Морфея. З кулемету Нео розстрілює агентів, давши можливість Морфеєві звільнитися від ланцюгів і застрибнути на вертоліт. Вони добираються до телефону-виходу в метро. Морфей і Триніті виходять з Матриці, але Нео не встигає це зробити, оскільки агент матриці Сміт стріляє в слухавку.
Нео вступає з ним у смертельний двобій, попри те, що Сміт перевершує його майстерністю. Наприкінці Нео скидає Сміта під потяг і тікає. Після нетривалої погоні решти агентів Нео добирається до кімнати з телефоном, на порозі якої його зустрічає Сміт і розстрілює героя в притул. Нео вмирає в Матриці і в реальності, однак освідчення Триніті в коханні до Нео і поцілунок створюють програмну помилку. Нео оживає, тепер цілком усвідомлюючи владу людини над Матрицею. Приголомшені Агенти відкривають шквальний вогонь, але більше не можуть навіть поранити Нео, бо він зупиняє кулі силою думки. Нео отримує можливість бачити код Матриці, після чого проникає в агента Сміта і знищує його.
Нео залишає для машин повідомлення по телефону:
Я знаю, ви мене чуєте. Я відчуваю вас. Я знаю, ви боїтеся … боїтеся нас, боїтеся змін. Я не знаю майбутнього. Я не стану передбачати як все скінчиться. Я скажу лише з чого почнеться. Зараз я повішу трубку і покажу людям, те, що ви хотіли приховати. Я покажу їм світ без вас. Світ без диктату і заборон. Світ без кордонів. Світ, де все можливо. Що буде далі — вирішувати нам.
Він кладе слухавку і злітає в небо над багатолюдним містом.

## У фільмі «Матриця: Перезавантаження»

Нео на постері Матриці «Перезавантаження»

Минає пів року. Нео в Матриці може літати, має неймовірну силу і швидкість, володіє телекінезом і лікувальними здібностями; практично невразливий. Він і Триніті стають коханцями. Йому вдається звільнити з віртуального світу багатьох людей, які бачать в Нео рятівника людства і просять врятувати їхніх рідних.
Нео ж, не розуміючи своєї мети, шукає зустрічі з оракулом. Матриця відправляє 250 тисяч машин, щоб пробурити землю, дійти до Сіону і зруйнувати його. Всі кораблі повертаються в Сіон для його оборони. Незабаром приходить послання від Піфії, в якому вона призначає зустріч. Всупереч наказам Морфей з командою залишає Сіон.
Нео зустрічає Піфію і намагається дізнатися у неї свою мету. Вона дає йому завдання знайти Майстра Ключів, який може знайти будь-яку лазівку в системі Матриці. Майстер Ключів приведе Нео до його мети — Джерела, звідки походять всі програми Матриці і звідки керуються машини. Але Майстер Ключів знаходиться в ув'язненні у старої програми — Меровінга. Помічник оракула — Серафим радить Оракулу негайно піти, з'являється колишній агент Сміт. Нео розуміє, що код Сміта дивним чином перебудувався і він тепер не агент, а якась подоба вірусу, який може заражати людей і програми, перетворюючи їх на свої копії. Нео вступає в сутичку з двома сотнями клонів Сміта, але не може перемогти їх усіх і відлітає.
Морфей, Триніті і Нео приходять до Меровінга, який відмовляється віддавати їм Майстра Ключів. Але його дружина, Персефона, готова зробити це заради помсти невірному чоловікові. Нео виконує її прохання поцілунку і зустрічається з Майстром Ключів, який давно чекав Обраного. Розлючений Меровінг посилає навдзогін своїх слуг і примарних Близнюків, але Нео рятує друзів.
Нарешті завдяки спланованій операції Нео, Морфей і Майстер Ключів проникають в будівлю, де розташовується Джерело. Там вони знову зустрічають Сміта і його клонів. Майстер Ключів перед загибеллю встигає вказати потрібні двері і віддати ключ від них. Морфей повертається на корабель, а Нео входить у Джерело.
Там він зустрічає Архітектора — програму-творця Матриці. Нео дізнається правду про створення пророцтва самими машинами. Він дізнається, що він вже шостий Обраний, а Сіон знищувався Машинами вже п'ять разів, як станеться і цього разу. Таким чином боротьба проти машин удавана і служить для їхньої влади над людьми. Архітектор пропонує Нео вибір: або той обирає кількох людей, створює новий Сіон і перезапускає Матрицю, або рятує Триніті, яку саме вбиває агент. В останньому випадку системна криза, викликана накопиченням помилок Матриці, і руйнування Сіону означатимуть цілковите вимирання людського виду. Нео розуміє, що Обраний — це теж засіб контролю, і вирішує врятувати Триніті.
На неймовірній швидкості він проноситься по місту і встигає зловити Триніті, коли вона падає з вікна хмарочоса. Агент встиг її смертельно поранити, але Нео, використовуючи свою силу, повертає її до життя.
Нео і Триніті виходять з Матриці. Нео розповідає все Морфеєві, який не може в це повірити. Несподівано на «Навуходоносор» нападають роботи-вартові, але Морфей з командою встигають покинути борт. Коли вартові наближаються, Нео відчуває свою владу над ними, вимикає роботів, але й сам втрачає відомість. Його й інших рятує інший корабель — «Хаммер», який також знайшов єдиного вцілілого після атаки на інші кораблі: Бейна. Вони розповідають про провал атаки, хтось вистрілив з електромагнітної гармати, знерухомивши всі кораблі. Але ніхто не знає, що мозком Бейна керує програма, яка проникла в реальний світ — один з клонів Сміта, метою якого є вбивство Нео.

## У фільмі «Матриця: Революція»

Фінальна битва між Нео і Смітом

Нео отямлюється в дивному місці, схожому на станцію метро. Він зустрічає сім'ю програм, які розповідають йому, що це місце служить переходом між реальним світом і Матрицею і що ця станція є власністю Провідника, який служить Меровінгу. Нео намагається пройти на поїзд у Матрицю, але Провідник викидає його геть. Нео виявляється замкненим між двома світами. Після безуспішної спроби зловити Провідника в метро Морфей, Триніті і Серафим їдуть до Меровінга, який в обмін на Нео пропонує їм принести очі Оракула. Триніті пропонує йому іншу угоду — або він повертає Нео, або вони всі гинуть. Меровінг погоджується.
Нео розуміє, що Оракул була права: Обраний повинен прийти до Джерела, щоб зупинити війну. Але Архітектор маніпулював попередниками Нео задля перезавантаження Матриці і знищення Сіону. Нео в останній раз приходить до Піфії і дізнається, що він повинен думати не про машини, а про Сміта, який, розмножившись, може призвести до знищення Матриці, смерті всіх людей і руйнування Міста Машин. Піфія також говорить про невірність підходу Архітектора: «Ти і я не можемо зрозуміти наслідки наших власних виборів, але Він не може зрозуміти наслідки будь-якого вибору». Оракул говорить, що Нео тепер володіє достатньою силою, щоб зупинити війну. Нео повинен пробратися в надзахищене Місто Машин та запропонувати їм свою допомогу в боротьбі зі Смітом, що вийшов з-під контролю.
Нео і Триніті беруть корабель «Логос», яким до того керувала колишня кохана Морфеуса — Ніоба, і вирушають до Міста Машин. Несподівано на них нападе Бейн-Сміт. Під час жорстокої сутички він засліплює Нео (який з цього часу починає бачити ауру Сміта) і гине від його руки. Нео, використовуючи свою силу, пробивається до Міста Машин, але корабель отримує пошкодження і падає поруч з Джерелом. Триніті гине.
Нео зустрічає Головний Комп'ютер, і пропонує зупинити Сміта в обмін на мир між людьми та машинами. Пропозиція приймається. Нео входить в Матрицю і бачить, що Сміт повністю заповнив її своїми клонами. Нео вступає в сутичку зі Смітом. Битва здається нескінченною, бо супротивники рівні за силою. Руйнівна битва відбувається на землі і в повітрі. Нарешті Сміт з неймовірною силою кидає Нео на землю, від чого виникає величезний кратер. Але Нео непереможний, вони продовжують бій. Нео розуміє, що не зможе перемогти за допомогою сили, і дозволяє Сміту перетворити себе на його чергового клона.
Сміт тріумфує, але його оболонка починає тріскатися і вибухає, зі Смітами по всій Матриці відбувається теж саме. Тіло Нео відвозять на помості, атака на Сіон припиняється. Головний Комп'ютер дає змогу будь-якій людині у Матриці за своїм бажанням від'єднатися від неї.
У кінці фільму Матриця починає відновлюватися. Саті, молода програма, зустрічається з Піфією і створює барвистий світанок на честь Нео. Саті питає у Оракула, чи побачить вона знову Нео, на що та відповідає: «Я думаю, що так. Одного разу».

## Сили і здібності
Нео володіє екстраординарними силами у Матриці, на зразок телекінезу, який дозволяє Нео переміщувати об'єкти. Також Нео може літати на надвисоких швидкостях і стрибати на величезні дистанції. У «Матриця: перезавантаження» він пролітає від особняка Меровінгів до автостради — близько 500 миль за 15 хвилин, що означає, що він літає зі швидкістю, що втричі перевищує швидкість звуку. Крім того, Нео має надлюдську силу і спритність і може витримувати удари, які не в змозі перенести звичайна людина. Він також вміє ухилятися від куль, подібно Агентам, або ж зупиняти їх. Нео володіє всіма відомими техніками ведення бою, постійно комбінуючи їх під час сутички, і може повертати людей до життя.
У реальності Нео може відчувати Машини і бачити їх у вигляді золотистого сяйва, він також здатний знищувати їх силою думки.